# San Isidro (Valencia)
San Isidro (en valenciano Sant Isidre) es un barrio de la ciudad de Valencia (España), perteneciente al distrito de Patraix. Está situado al suroeste de la ciudad y limita al norte con Vara de Quart, al este con Safranar, al sur con San Marcelino y Camino Real y al oeste con Faitanar. Su población en 2022 era de 10.198 habitantes.
La Ermita en el Camino Viejo de Torrente de 1902 y el conjunto de alquerías, como la Alquería de los Frailes, que la rodeaban dio origen al barrio.

## Transportes

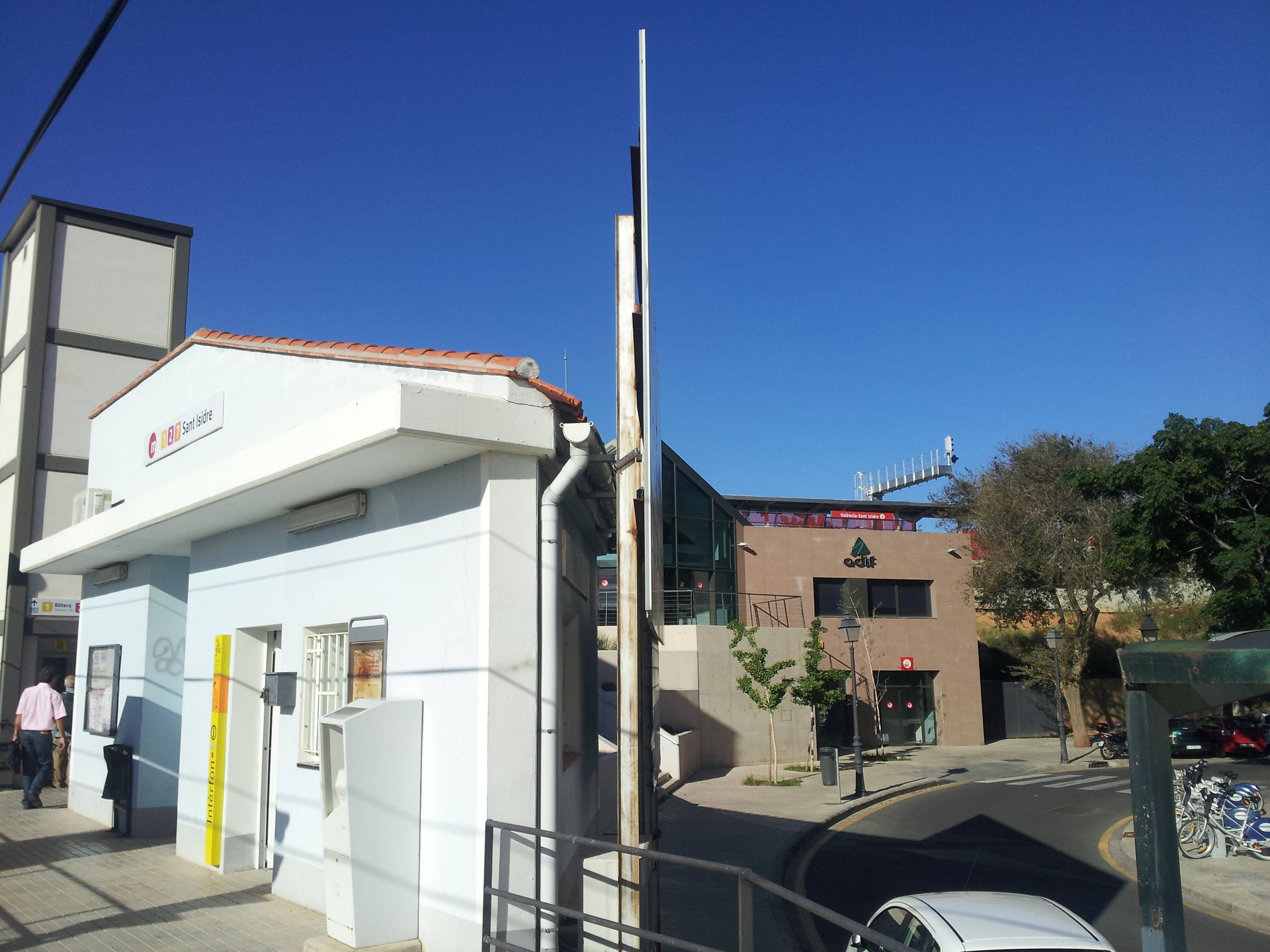
La estación de metro de San Isidro con la estación de Cercanías al fondo.

### Cercanías Valencia
La estación de San Isidro de Cercanías Valencia da servicio al barrio de San Isidro con la línea C-3 que conecta Valencia con Aldaya, Buñol y Utiel hacia el oeste.

### Metro
El barrio de San Isidro dispone de servicio de tres líneas de metro de Metrovalencia con las líneas 1, 2 y 7 en la estación de metro de San Isidro.

### Autobuses
Las líneas 72 y 73 de la EMT de Valencia prestan servicio diurno y nocturno de autobuses al barrio de San Isidro. En el barrio se encuentran actualmente las cocheras de la EMT.

## Educación
El barrio tiene una escuela de educación infantil, el «Centro de Educación Infantil Montessori-San Isidro» y dos colegios públicos de educación primaria:
- CEIP Nicolau Primitiu Gómez Serrano
- CEIP Sant Isidre

La biblioteca pública más cercana es la Biblioteca Municipal Patraix-Azorín en Patraix.

## Parques

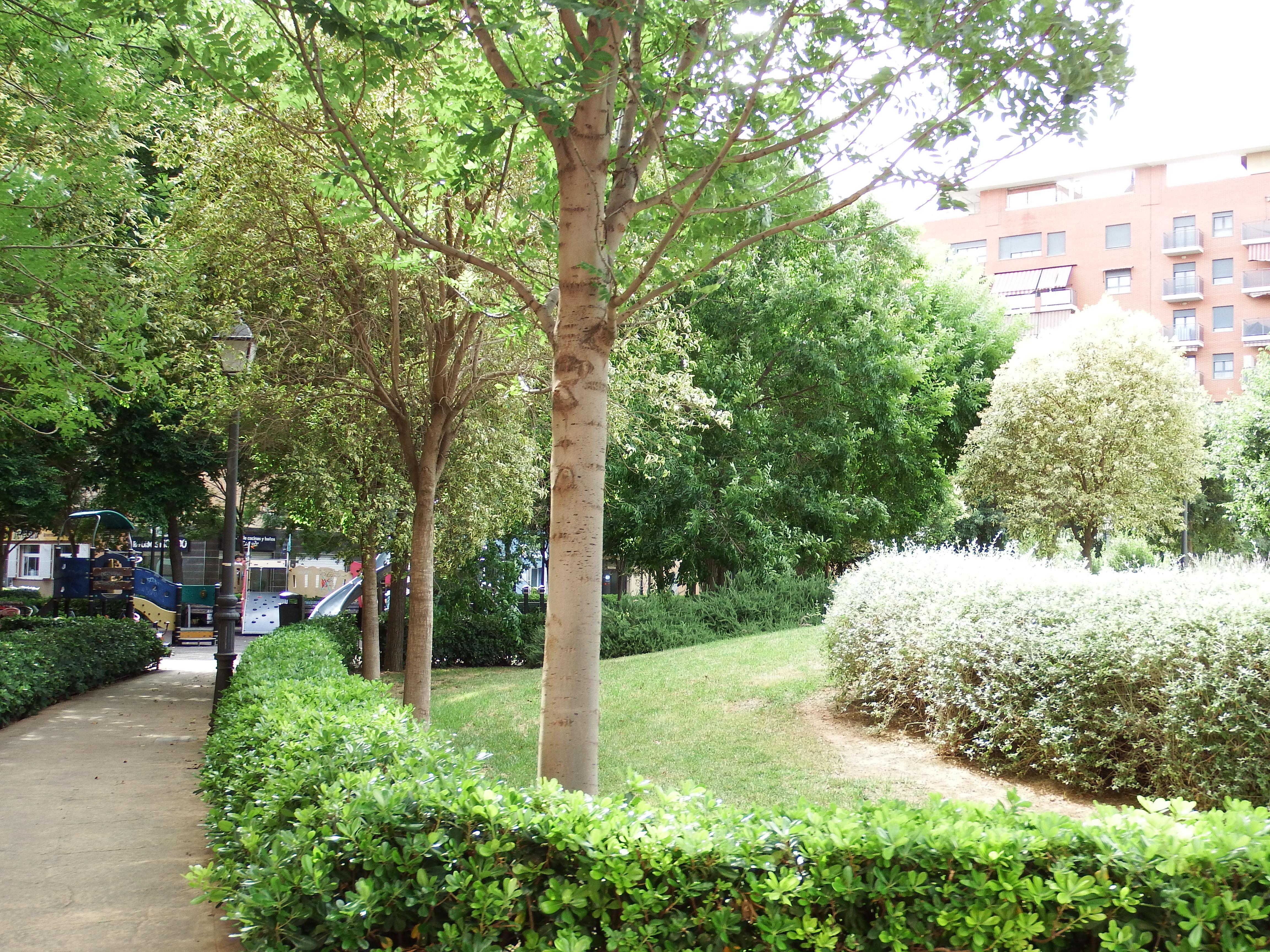
Jardines del barrio.

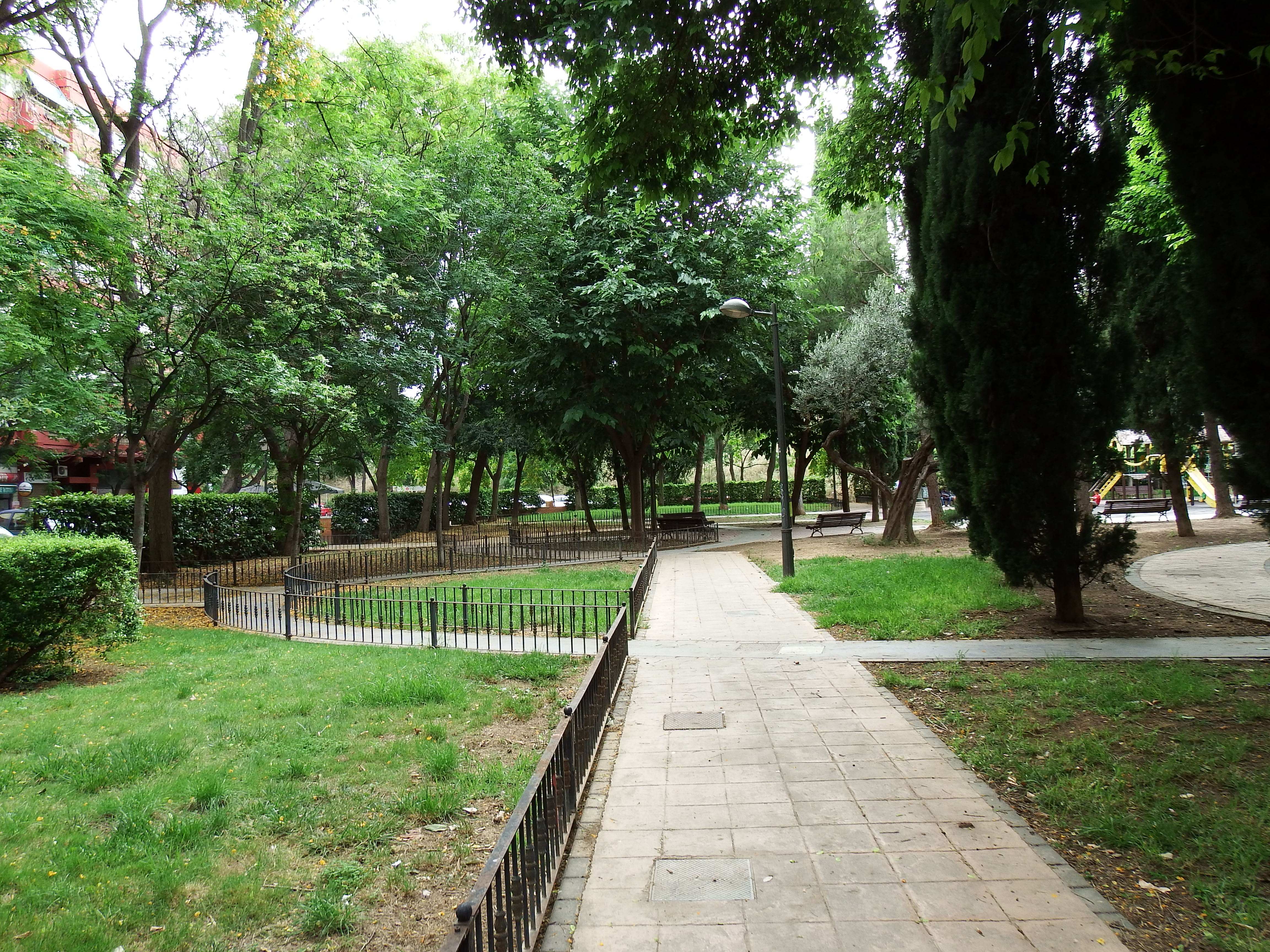
Parques del barrio.

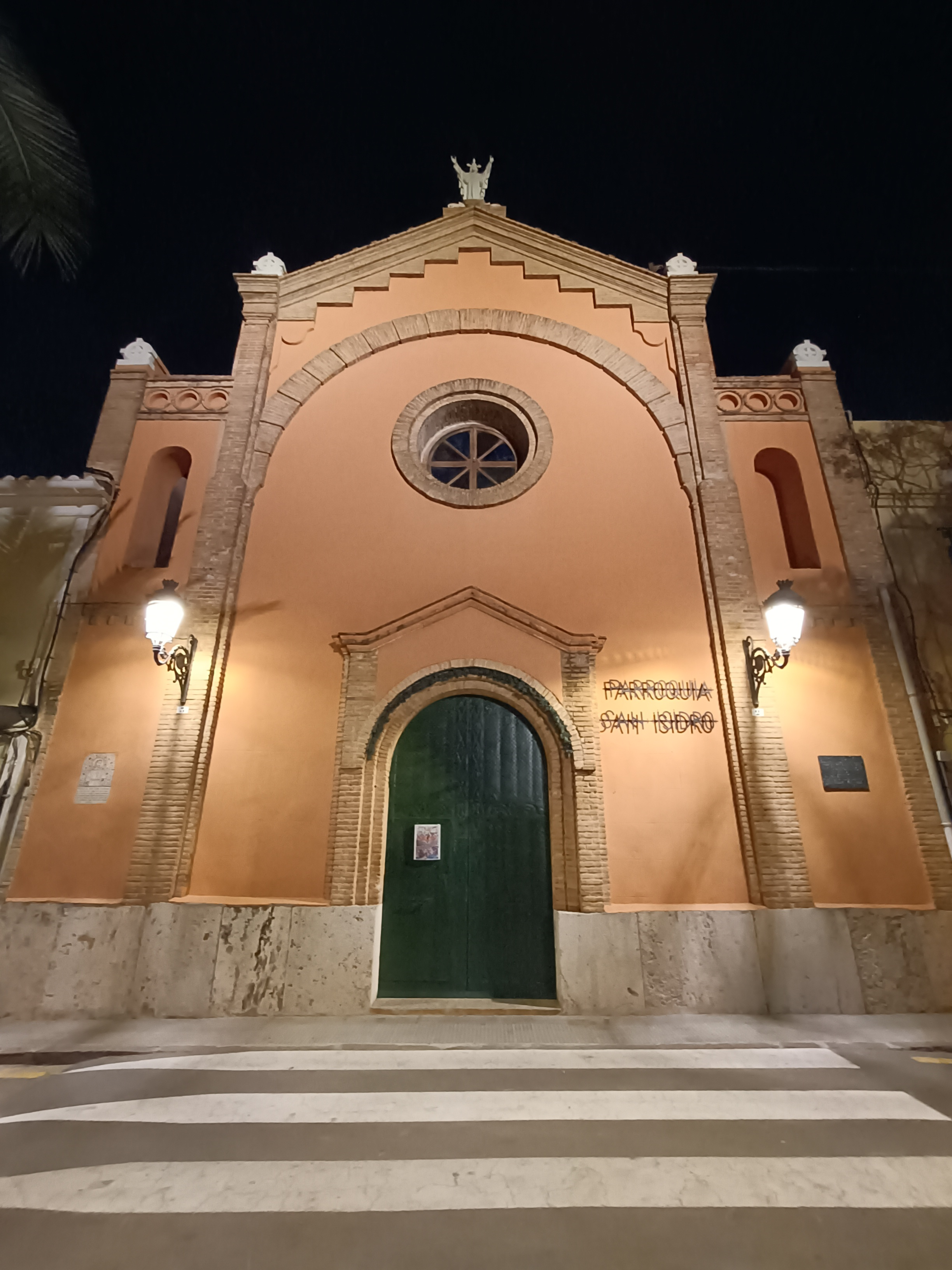
La iglesia de Nuestra Señora de los Desamparados y San Isidro en el barrio de San Isidro.

El barrio de San Isidro tiene varios parques, jardines y espacios verdes. Entre los parques más grandes del barrio están el Parque Viejo de San Isidro, el Parque Nuevo de San Isidro (Plaza de Josep Meliá i Castelló) y el parque del Cementerio General al lado de la estación de metro de San Isidro. El barrio también cuenta con otros jardines más pequeños entre las manzanas del barrio.
En el barrio se encuentran el Pabellón San Isidro. 
En febrero de 2025, se iniciaron las obras del nuevo Polideportivo de San Isidro que se construirá en la calle Arquitecto Segura de Lago al lado de la comisaría de policía. Se prevé que la instalación abra a finales de 2026.